# 밀루셰 비트네로바
밀루셰 비트네로바(체코어: Miluše Bittnerová, 1977년 12월 10일 ~ )는 체코의 배우이다.